# 雅典科学院

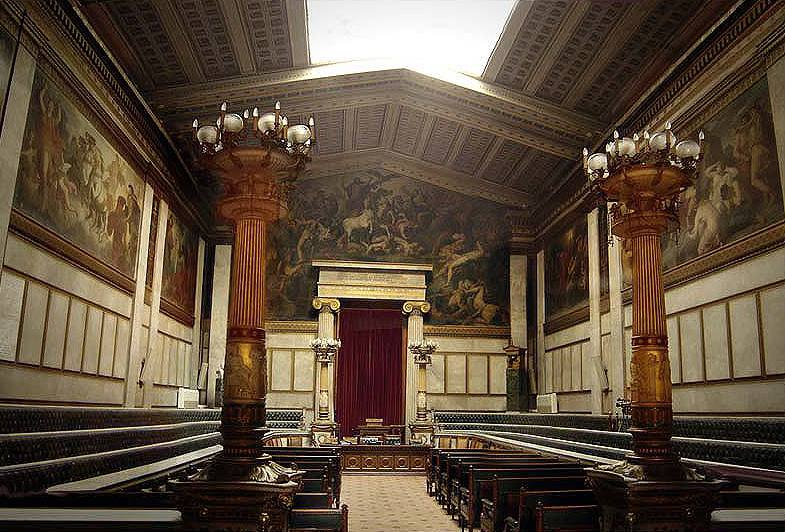
内部

雅典科学院 (希臘語：Ακαδημία Αθηνών) 是希腊的國家科學院，也是該國最高的研究機構。它成立於1926年，其創始原則及名稱可以追溯到歷史悠久的柏拉图学园，並在隶属教育和宗教事务部的監督下運作。學院的主樓是雅典的主要地標之一。

## 建築設計
雅典科学院主楼是雅典的主要地标。这是一座新古典主义建筑，位于雅典市中心的大学街（Οδός Πανεπιστημίου）和科学院街（Οδός Ακαδημίας）之间，是1859年丹麦建筑师特奥费尔·翰森的建筑“三部曲”的一部分，（还包括雅典大学和希腊国家图书馆）。1859年8月2日奠基。1861年后，在恩斯特·齐勒的监督下，建设进展迅速，但在国王奥托一世统治的后期出现的内战，导致他在1862年下台，建设到1864年停止。工程于1868年恢复，直到1885年建设完成，共花费 2,843,319 金德拉克马drachma，大部分由商业巨头 Simon Sinas夫妇提供。雕塑是由希腊的Leonidas Drosis完成，而壁画和绘画出自奥地利画家Christian Griepenkerl之手。 
1887年3月20日，齐勒将“Sinaean学院”的建筑交给希腊总理。1890年在此开设雅典钱币博物馆，1914年改设拜占庭与基督教博物馆和国家档案馆。1926年3月24日，该建筑被移交给新成立的雅典科学院。

## 外部連結
- Official website （页面存档备份，存于）
- 3D Scan of Academy of Athens （页面存档备份，存于）

Template:雅典地标
37°58′48″N 23°44′03″E / 37.98000°N 23.73417°E